# Штайнбах-ан-дер-Штайр
Штайнбах-ан-дер-Штайр (нем. Steinbach an der Steyr) — коммуна (нем. Gemeinde) в Австрии, в федеральной земле Верхняя Австрия. 
Входит в состав округа Кирхдорф-ан-дер-Кремс.  Население составляет 1994 человека (на 31 декабря 2005 года). Занимает площадь 28 км². Официальный код  —  40 920.

## Политическая ситуация
Бургомистр коммуны — Христиан Дёрфель (АНП) по результатам выборов 2003 года.
Совет представителей коммуны (нем. Gemeinderat) состоит из 25 мест.
- АНП занимает 16 мест.
- СДПА занимает 8 мест.
- АПС занимает 1 место.